# Oreneta de ribera pàl·lida
L'oreneta de ribera pàl·lida (Riparia diluta) és una espècie d'ocell de la família dels hirundínids (Hirundinidae). Es troba des de l'Àsia central fins al sud-est de la Xina. Habita en espais oberts com ara terres de conreu, pastures, herbassars secs, zones humides, cursos d'aigua i llacs. El seu estat de conservació es considera de risc mínim.